# Metsakalmistu
Metsakalmistu – cmentarz leśny, znajdujący się w Tallinnie, w sosnowym lesie w dzielnicy Piritia. Jest miejscem pochówku wybitnych postaci narodu estońskiego. Jego powierzchnia obejmuje 48,3 ha.
Cmentarz ustanowiono w 1933 roku, choć jego oficjalne otwarcie odbyło się 6 lat później. Pierwszą osobą pochowaną na tym cmentarzu był pisarz Eduard Vilde. Jego pogrzeb odbył się 30 grudnia 1933. Aby zachować naturalny, leśny wygląd cmentarza od początku wprowadzano ścisłe reguły estetyczne – grobów nie można odgradzać metalowymi płotami, można jedynie otaczać je trawą, kwiatami czy mchem. Dozwolona wysokość nagrobka to maksymalnie 1,5 m.
Na terenie cmentarza znajduje się murowana kaplica według projektu Herberta Johansona (w 1966 roku budynek został odrestaurowany po tym jak uległ zniszczeniu, spalony przez wandali).

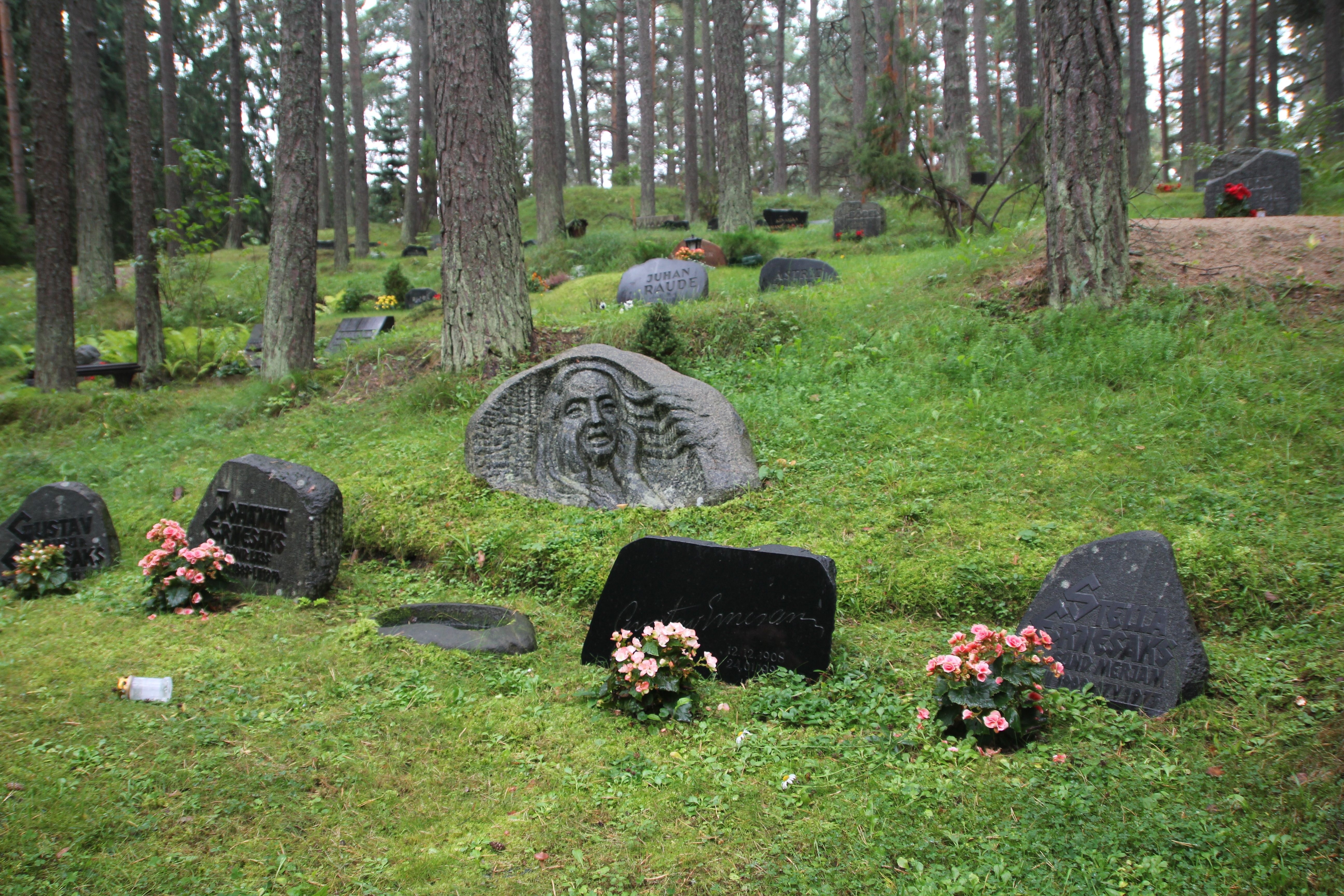
Nagrobki na cmentarzu

Na cmentarzu spoczywają m.in. pierwszy estoński prezydent Konstantin Päts, późniejszy prezydent Lennart Meri, pisarze Lydia Koidula, Anton Hansen Tammsaare i Albert Kivikas, sportowiec Johannes Kotkas, szachista Paul Keres, dyrygent Georg Ots oraz kompozytor Raimond Valgre.